# USS Coral Sea (CV-43)
USS Coral Sea (CV-43) – amerykański lotniskowiec typu Midway. Jego nazwa pochodziła od bitwy na Morzu Koralowym.
Stępkę okrętu położono 10 lipca 1944 w stoczni Newport News Shipbuilding. Zwodowano go 2 kwietnia 1946, matką chrzestną była pani Kinkaid. Jednostka weszła do służby w US Navy 1 października 1947, jej pierwszym dowódcą był Captain A. P. Storrs III.
Przeszedł modyfikację SCB-110A. Brał udział w wojnie w Wietnamie. Wziął udział w operacji Frequent Wind i incydencie Mayaguez. Pomagał pancernikowi USS „Iowa” (BB-61) po wybuchu w wieży numer dwa.
Wycofany ze służby 26 kwietnia 1990 został sprzedany na złom 7 maja 1993. Złomowanie zakończono 8 września 2000.